# Gourguen Ier d'Albanie du Caucase
Pour les articles homonymes, voir Gourguen.
Gourguen Ier (en arménien Գուրգեն Ա ; mort en 989) ou Kiourikê Ier (Կյուրիկե Ա) est un membre de la famille arménienne des Bagratides, prince de Tachir en 972, roi d'Albanie du Caucase de la même année ou de 980, voire 982, à 989 et fils d'Achot III, roi d'Arménie.

## Biographie
En 972, son père lui donne en apanage le district du Tachir avec quelques terres environnantes. En 974, il envoie des troupes rejoindre l'assemblée des rois et princes arméniens au lac de Van,, dans le but de montrer à l'empereur Jean Ier Tzimiskès que l'Arménie ne se laissera pas aisément annexer. 
Lorsque Gourguen prend le titre de roi d'Albanie du Caucase, non seulement son frère Smbat II, le roi des rois d'Arménie, ne l'en empêche pas, mais il vient ériger le monastère de Sanahin en évêché et en métropole religieuse du nouveau royaume. De fait, il semble que dans l'esprit du roi d'Arménie, la création de ce royaume permet d'affirmer et de renforcer la présence arménienne face à la Géorgie, qui est restée de religion orthodoxe.
Il meurt en 989.

## Descendance
Gourguen laisse deux enfants :
- son successeur David Ier Anholin († 1048)[6] ;
- une fille qui épouse Abu al-Aswar de la dynastie kurde des Banou-Cheddâd, émir de Dvin de 1022 et 1049 puis de Gandja de 1049 à 1067[7].